# Parc national Nangar
Le parc national Nangar est un parc national situé en Nouvelle-Galles du Sud en Australie à 252 km à l'ouest de Sydney. Le parc est situé dans la chaine Nangar-Murga entre Eugowra et Canowindra. Il contient le mont Nangar, qui culmine à 778 mètres d'altitude.

## Flore
Les arbres du parc se composent d'eucalyptus et de pins noirs. Les arbustes comprennent des Grevilleas, des euphorbes, les plantes herbacées des lys et des orchidées.

## Faune
On y trouve de nombreuses d'oiseaux dont le Cacatoès de Latham ainsi que des Kangourous géants et des wallabies.